# Mathias Geisen
Mathias Geisen (* 1978) ist ein deutscher Manager. Er ist seit 2022 Leiter der Van-Sparte der Mercedes-Benz Group und designierter Vorstand für Vertrieb des Gesamtunternehmens.

## Werdegang
Mathias Geisen begann seine Laufbahn 1998 als Dualer Student in der damaligen Daimler-Chrysler AG. Nach Tätigkeiten in Produktmanagement, Vertrieb und Geschäftsfeldentwicklung war er ab 2013 im Transporterbereich für die außereuropäischen Märkte zuständig.
Von 2014 bis 2017 übernahm Geisen die Gesamtverantwortung Produktmanagement, Aufbauherstellermanagement und Marketing für die Transportersparte in den USA und arbeitete anschließend in Frankreich an Projekten zur Geschäftsfeldentwicklung. 2019 leitete er das Produktmanagement für Kompakt- und Elektrofahrzeuge sowie SUV der Mercedes-Benz AG und übernahm im Anschluss die Leitung der Konzernstrategie Mercedes-Benz. Seit 2022 leitet Mathias Geisen die Transportersparte von Mercedes-Benz.
Anfang Dezember 2024 gab der Konzern bekannt, dass Geisen ab März 2025 von Britta Seeger das Vorstandsressort Vertrieb der Mercedes-Benz AG übernehmen solle.
Mathias Geisen ist verheiratet und hat zwei Söhne.